# Lygia Clark
 (octobre 2023).
Le contenu est difficilement compréhensible vu les erreurs de traduction, qui sont peut-être dues à l'utilisation d'un logiciel de traduction automatique.
Lygia Clark née le 23 octobre 1920 à  Belo Horizonte et morte le 25 avril 1988 à Rio de Janeiro, est une artiste brésilienne principalement connue pour sa peinture et ses objets relationnels. Elle est souvent associée au mouvement néo-concret brésilien et au mouvement tropicaliste. Avec les artistes brésiliens Amilcar de Castro, Franz Weissmann, Lygia Pape et le poète Ferreira Gullar, Lygia Clark a co-fondé le mouvement « Néo-concret ». Les néo-concrets pensent que l'art doit être subjectif et organique.
Tout au long de son parcours, Lygia Clark cherche à redéfinir la relation entre l'art et la société. À partir de 1965, ses œuvres ne trouvent plus vraiment de place dans les musées car son désir sera de faire fusionner l’art et la vie. Cela passe par un rapport très spécifique entre les objets et le spectateur, qui devient ensuite participant. Elle propose des expérimentations avec ses objets dits « relationnels », frisant à la fin de son œuvre avec l'essai clinique.

## Vie
Lygia Clark devient artiste en 1947 quand elle déménage de Belo Horizonte à Rio de Janeiro pour étudier avec le paysagiste Roberto Burle Marx. Entre 1950 et 1952 elle suit des cours avec Isaac Dobrinsky, Fernand Léger et Arpad Szenes à Paris. En 1953 elle est devenue un des membres fondateurs du groupe des artistes « Frente ». En 1957, Clark a participé à la première Exposition Nationale d'Art Concret à Rio de Janeiro. Depuis cet événement elle voyageait souvent au Brésil pour exposer ses œuvres.
Durant la première décennie de sa carrière, Lygia Clark se concentre sur la peinture et la sculpture. Après 1956, elle déclare ne plus avoir fait. Elle était enseignante à la Sorbonne au début des années 1970. C'est à ce moment qu'elle explore l'idée de perception sensorielle dans l'art. Son art devient une expérience multi-sensorielle dans laquelle le spectateur prend le rôle d'un participant actif. Entre 1979 et 1988, Lygia Clark passe par l'art-thérapie, plutôt qu'à la création d'œuvres nouvelles. Elle utilise l'art-thérapie pour soigner les personnes psychotiques modérément perturbées. Elle est rentrée à Rio de Janeiro en 1977. En 1988, elle meurt d'une crise cardiaque dans sa maison.
Quelques critiques voient son art comme précurseur de la Société de la Connaissance moderne. Ses œuvres ultérieures sont plus abstraites et holistiques avec une concentration sur la psychothérapie et la guérison.